# Liste des cathédrales de la république du Congo
Cet article recense les cathédrales en république du Congo.

## Liste[1]
- Cathédrale du Sacré-Cœur, à Brazzaville
- Cathédrale Saint-Paul de Dolisie
- Cathédrale Saint-Pie-X de Gamboma
- Cathédrale Saint-Paul d'Impfondo
- Cathédrale Sainte-Monique de Kinkala
- Cathédrale Saint-Louis de Nkayi
- Cathédrale Saint-Pierre-Claver d'Ouesso
- Cathédrale du Christ-Roi d'Owando
- Cathédrale Saint-Pierre-Apôtre de Pointe-Noire